# مسجد ألف عام من الإسلام
مسجد ألف عام من الإسلام هو مسجد يقع في قازان، تتارستان، روسيا تم بناءه للاحتفال بالذكرى السنوية الأولى لتحويل بلغار الفولغا إلى الإسلام في عام 922، الاسم البديل للمسجد والاسم الأكثر استخدامًا هو مسجد كابان.
ومعظم مساجد قازان تقع على الجانب الآخر من نهر كابان حيث يتواجد التتار، أما الجزء الذي يقع فيه المسجد كان يسكنه في الغالب الجالية الروسية.

## تاريخه
بناءً على تصميم قام به المعماري «فنيكوف» في عام 1914، تم بناء المسجد بين عام 1924 إلى عام 1926 بتبرعات خاصة من قبل المسلمين، كان المسجد الوحيد الذي بني في المنطقة خلال الفترة السوفيتية، تم إغلاقه في الثلاثينات من القرن الماضي كجزء من اضطهاد الاتحاد السوفيتي للمسلمين وعاد فتحه واستخدامه من قبل المسلمين في عام 1991.